# 잠피에로 마리니
잠피에로 마리니(이탈리아어: Gianpiero Marini dʒamˈpjɛːro maˈriːni[*], 1951년 2월 25일, 롬바르디아 주 로디 ~)는 이탈리아의 전직 프로 축구 선수이자 감독으로, 현역 시절 미드필더로 활약했다. 강인하고 근면한 수비형 미드필더인 마리니는 현역 시절 다수의 이탈리아 구단에서 활약했는데, 특히 인테르나치오날레 소속으로 세리에 A 우승과 2번의 코파 이탈리아를 11년 동안 구단에 몸담으며 이룩했다. 마리니는 국가대표팀 일원으로 1980년부터 1983년까지 20번의 경기에 출전했고, 1982년 월드컵 우승 선수단의 일원이었다.
감독으로서, 마리니는 인테르나치오날레 소속으로 1994년에 UEFA컵을 우승한 것 외에도 코모, 크레모네세, 그리고 이탈리아 국가대표팀 2군을 이끈 것으로 알려져 있다.

## 클럽 경력
마리니는 로디 출신이다. 지지자들로부터 말리크(Malik)라는 별칭으로 알려진 그는 세리에 A 256번의 경기에 출전해 10골을 득점했다. 현역 시절을 통틀어, 그는 판풀라, 바레세, 레지나, 트리에스티나, 그리고 두고두고 회자되는 인테르나치오날레에서 활약했다. 인테르나치오날레 소속으로, 그는 1979-80 시즌에 세리에 A 우승으로 작은 방패(Scudetto)를 달았고, 1978년과 1982년에 2차례 코파 이탈리아를 들어올렸다.

## 국가대표팀 경력
마리니는 1980년부터 1983년까지 이탈리아 국가대표팀 일원으로 20번 출전했고, 1982년 월드컵에 참가해 우승한 이탈리아 선수단의 일원이 되었고, 그에 따라 세계 패왕의 꼬리표가 따라붙었다.

## 경기 방식
마리니는 자신의 힘, 근면성, 그리고 강력하고 정확하게 차넣을 수 있었으며, 수비형 미드필더로서 강력하고 정확하게 먼 거리에서 차 넣는데 하는데 일가견이 있었다.

## 감독 경력
마리니는 감독으로서 1993-94 시즌에 인테르나치오날레를 이끌었고, 간신히 리그에서 강등을 모면하고 UEFA컵에서 1994년 우승을 차지했다. 그는 이후 코모를 두 차례(1997년; 1999년-2000년) 지도했으며, 크레모네세(1997년-1999년), 그리고 2001년의 이탈리아 B 국가대표팀을 이끌었다.

## 수상

### 선수
인테르나치오날레
- 세리에 A: 1979–80
- 코파 이탈리아: 1977–78, 1981–82

이탈리아
- 월드컵: 1982

### 감독
인테르나치오날레
- UEFA컵: 1993–94

## 같이 보기
- UEFA컵 우승 감독 목록